# Rautujärvi (sjö i Utsjoki, Lappland, Finland)
Rautujärvi eller Ravdujärvi är en sjö i Finland. Den ligger i kommunen Utsjoki i landskapet Lappland, i den norra delen av landet, 1 000 km norr om huvudstaden Helsingfors. Ravdujärvi ligger 264,8 meter över havet. Arean är 40,7 hektar och strandlinjen är 3,29 kilometer lång. Sjön  ingår i Tana älvs huvudavrinningsområde.   Omgivningarna runt Rautujärvi är i huvudsak ett öppet busklandskap.